# Каатинга бразильська
Каати́нга бразильська (Herpsilochmus praedictus) — вид горобцеподібних птахів родини сорокушових (Thamnophilidae). Ендемік Бразилії. Птах споріденений з арипуанською каатингою.

## Опис
Довжина птаха становить 11,5 см, вага 11,2 г. Тім'я у самця чорне, поцятковане білими плямками, на лобі жовтувато-коричневі плямки, над очима білі "брови", через очі проходить чорні смужки. Верхня частина тіла сіра, спина має оливковий відтінок. Горло кремово-біле. нижня частина тіла біла, боки сіруваті. Хвіст східчастий, крайні пера білі, центральні мають лише білий кінчик. Покривні пера крил чорні з білими кінчиками. Очі карі, дзьоб зверху чорний, знизу сірий, лапи сірі.

## Поширення й екологія
Арипуанські каатинги поширені в бразильській Амазонії, в штаті Амазонас, східною межею поширення птаха є річка Мадейра, а північною — Солімойнс; південна і західна межа невідома. Бразильські каатинги живуть в амазонській сельві та лісах ігапо.